# 帕索喬阿火山
帕索喬阿火山是厄瓜多爾的火山，位於該國北部，由皮欽查省負責管轄，屬於安第斯山脈的一部分，海拔高度4,200米，該火山是熱門的旅遊地點。